# Gynostemma pallidinerve
Gynostemma pallidinerve är en gurkväxtart som beskrevs av Z. Zhang. Gynostemma pallidinerve ingår i släktet Gynostemma och familjen gurkväxter. Inga underarter finns listade i Catalogue of Life.